# Радиалены
Радиалены — класс органических веществ-углеводородов, состоящие из циклоалкана с присоединенными к каждому углероду метиленовыми группами. Из-за таковой структуры наблюдается сопряжение всех двойных связей в молекулы. Входит в семейство органических соединений олефинов, включающее непредельные углеводороды, которые содержат в своей структуре одну или несколько двойных связей.
В зависимости от размера цикла им даются названия [N]-радиалены, где N — количество атомов углерода в цикле.

## Реакционная способность
Вещества данного класса обладают колоссальной реакционной способностью за счет межмолекулярной происходящей реакции Дильса-Альдера (РДА), в которой радиалены выступают и как диены, и как диенофилы. Схему реакции (первую стадию) можно представить как:
Из-за большой реакционной способности по вышеприведённой схеме относительно устойчивыми являются лишь [3]-радиален и [4]-радиален: остальные представители класса радиаленов быстро осмоляются, поэтому [6]-радиален и выше не получены на настоящий момент. Несколько лет назад был впервые получен [5]-радиален.

## Методы получения
Для получения [4]-радиалена можно прибегнуть к фотохимической [2+2]-димеризации винилового диола (1,4-дигидроксобутен-2) с последующим элиминированием гидроксильных групп. Диол можно получить мягким окислением (по Вагнеру) бутадиена.